# Resistiré
Resistiré é uma telenovela argentina produzida e exibida pela Telefe entre 13 de janeiro e 9 de dezembro de 2003.
Foi protagonizada por Pablo Echarri e Celeste Cid e antagonizada por Fabián Vena.

## Sinopse
Diego Moreno é um jovem alfaiate que trabalhava em uma loja de roupas de alta costura, e com seu trabalho mantinha sua família que inclui seu pai Ricardo Moreno, sua mãe Eladia e sua irmã Rosario. Um dia, ele conheceu Julia Malaguer, uma menina muito bonita que ele encontrou observando a janela do seu quarto. Apesar do encontro não ter durado muito tempo, Diego teve a sorte de encontrar-ls novamente em um jantar de gala para a qual foram convidados (separadamente), onde Julia assistiu com o namorado, Mauricio Doval. Diego e Julia se encontraram novamente e após ter convidado ela para dançar Diego, tinha uma abordagem perigosa a ele para corrigir um Bretel do vestido que estava quebrado. Após a separação, no mesmo lugar, Diego colidiu com uma mulher totalmente fora de si, cuja única intenção era para matar Doval. Aquela mulher era Martina Manzur, que tinha sido traumatizado após a misteriosa morte de seu filho em um estranho acidente, que aparentemente tinha algo a ver Doval.
Depois de tentar convencer Martina a desistir de suas loucuras, outro evento que foi convidado Mauricio Doval, Diego consegue salvar a vida desta, depois de Martina matá-lo com uma arma. A surpresa causada pelas ações de Diego Doval faz olhar constantemente para oferecer algum tipo de gratidão por tal ato "nobre". Depois disso, Diego se esgote seu alfaiate trabalho e sua mãe estava doente, ele piorou seu estado de saúde. Assim Doval aproveitou a oportunidade para entrar em contato com Diego, e também para cuidar das despesas de hospitalização de Eladia, deixar de oferecer o trabalho na quinta.
Diego é forçado a aceitar e começar a trabalhar com Doval, e suas relações começaram a ser cada vez mais perto. Diego descoberto até o quinto de Doval, a estranha "casa ao lado", que entrou e saiu misteriosamente Doval. Foi assim que uma noite em que, depois de muitas voltas e mais voltas, Diego e Julia poderia realizar um caso de amor. E quando de repente faz a sua entrada Doval, Diego escapa a quinta e, acidentalmente, refugiou-se na casa misteriosa ao lado. Diego descobre que há realmente esse misterioso lugar é nada mais do que um laboratório horrível onde as pessoas raptadas para remover seus órgãos, sangue, plasma, etc. para a comercialização no mercado negro. Em adição, o laboratório encontrou com o propósito de encontrar uma cura para uma doença rara que derruía saúde Doval e cujo diretor era nada mais nada menos do que o pai de Julia: Dr. Alfredo Malaguer ( Daniel Fanego ), que estava vinculado por doval trabalhar há a realização de experiências, no sentido de encontrar uma fórmula que iria atrasar o efeito da doença.
A partir desse momento, a vida de Diego mudou completamente e foi forçado a lutar Doval para parar esta loucura, o que gera situações de ação, suspense, violência e alcançar ligando o mais alto nível político nas negociações Doval, enquanto de lado o amor entre Diego e Julia que estava cada vez mais forte.

## Elenco
- Pablo Echarri como Diego Moreno.
- Celeste Cid como Julia Malaguer Podestá.
- Fabián Vena como Mauricio Doval.
- Carolina Fal como Martina Manzur.
- Hugo Arana como Ricardo Moreno.
- Claudia Lapacó como Eladia Moreno.
- Daniel Fanego como Alfredo Malaguer.
- Leonor Manso como Gloria Provenzano.
- Andrea Politti como Inés Podestá
- Alejandra Flechner como Dra. Adela Fones
- Zulma Faiad como Pampa.
- Mariana Briski como Cristina.
- Tina Serrano como Leonarda Panini.
- Rafael Ferro como Fernando Leon (Ferchu).
- Romina Ricci como Rosario Moreno.
- Enrique Liporace como Aníbal.
- Sebastián Pajoni como Luis Pedro Malaguer Podestá (Lupe).
- Claudio Quinteros como Andrés Panini.
- Bárbara Lombardo como Vanina Cortez.
- Malena Luchetti como Carolina Doval.
- Pacho Guerty como Francisco Figueroa (Paco).
- Carolina Peleritti como Lucrecia.
- Daniel Kuzniecka como Santiago Romero.
- Mónica Scapparone como Sonia.
- Ana Celentano como Mabel.
- Martín Slipak como César.
- Sandra Ballesteros como Eva Santoro.
- Carlos Kaspar como Beby (Pascual Tagliaterri).
- Nicolás Pauls como Hernán.
- Walter Santa Ana como Armando
- Santiago Bal como Diputado.
- Enrique Otranto como Juan
- Guido Gorgatti como Arturo.
- Viviana Puerta como María Achaval.
- Fabio Di Tomaso como Javier.
- Juan Carlos Puppo como Senador Pérez Castelar.
- Hector Da Rosa como Bruzone.
- Armenia Martínez como Dra. Raquel Ader
- Leandro Gaeta como Jorge Ponce.
- Ramiro Blas como Horacio Fraga.
- Daniela Viaggiamari como Valeria.
- Norman Briski como León Echagüe.
- Paulo Brunetti como Asistente de Norton.
- Aretha Oliveira como Mónica
- Ana María Castel como Ruth de Romero.
- Cacho Castaña como Látigo de Bengala.
- Olga Nani como Liliana Melgarejo de Doval.
- Pablo Rago como Leandro Dalman.
- Maria Leal como Jueza Claudia Callase.
- Hector Malamud como Franchini.

## Audiência
A telenovela se tornou uma das mais exitosas da televisão argentina. O último capítulo marcou ma audiência de 41.9 pontos de rating, com picos de 46.43 e foi transmitido simultaneamente tanto para os televidentes como para um público de 3.500 pessoas que se dirigiram ao teatro Gran Rex onde protagonistas viram o final.

## Trilha sonora
1. Resistiré - A.Q.M.
2. Down With My Baby - Kevin Johansen
3. Los Calientes - Babasónicos
4. Never, Never Gonna Give You Up - Barry White
5. Woman In Chains - Tears For Fears
6. Eiti Leda - Serú Girán
7. Guacamole - Kevin Johansen
8. When I Look In Your Eyes  - Diana Krall
9. Carry On - The Cranberries
10. Nikadance - Nikada
11. Eternamente Así - A.Q.M.
12. Tristecito - Axel Krygier
13. Turn On Tune In Cop Out  - Freak Power
14. Tainted Love  - Soft Cell
15. Vuelan Las Hojas - Axel Krygier
16. Que Tal? - Divididos

## Prêmios e Indicações

### Prêmios Martín Fierro
| Ano  | Categoria                            | Receptor                                | Resultado  |
| ---- | ------------------------------------ | --------------------------------------- | ---------- |
| 2003 | Premio Martín Fierro de Oro          | Premio Martín Fierro de Oro             | Ganhadora  |
| 2003 | Melhor Telenovela                    | Melhor Telenovela                       | Ganhadora  |
| 2003 | Melhor Diretor                       | Miguel Colom Daniel Aguirre Carlos Luna | Ganhadores |
| 2003 | Melhor Autor / Livretista            | Gustavo Belatti Mario Segade            | Ganhadores |
| 2003 | Melhor Ator de Telenovela            | Fabián Vena                             | Ganhador   |
| 2003 | Melhor ator de novela                | Pablo Echarri                           | Nomeado    |
| 2003 | Melhor Atriz de Telenovela           | Carolina Fal                            | Ganhadora  |
| 2003 | Ator de reparto de Drama ou Comedia  | Daniel Fanego                           | Ganhador   |
| 2003 | Atriz de reparto de Drama ou Comedia | Tina Serrano                            | Ganhadora  |
| 2003 | Melhor Revelação                     | Claudio Quinteros                       | Ganhador   |
| 2003 | Produção Integral                    | Produção Integral                       | Nomeado    |

### Prêmios Clarín
| Ano  | Categoria                   | Receptor                                | Resultado  |
| ---- | --------------------------- | --------------------------------------- | ---------- |
| 2003 | Melhor Ficção Diária        | Melhor Ficção Diária                    | Ganhadora  |
| 2003 | Melhor Diretor              | Carlos Luna Daniel Aguirre Miguel Colom | Nomeados   |
| 2003 | Melhor Autor / Livretista]] | Gustavo Belatti Mario Segade            | Nomeados   |
| 2003 | Melhor Ator                 | Fabián Vena                             | Ganhador   |
| 2003 | Melhor Atriz                | Tina Serrano                            | Nomeada    |
| 2003 | Revelação Masculina         | Claudio Quinteros                       | Ganhador   |
| 2003 | Melhor Musicalização        | Melhor Musicalização                    | Ganhadores |